# Toshitaka Tsurumi
Toshitaka Tsurumi (japanisch 鶴見 聡貴 Tsurumi Toshitaka; * 22. Dezember 1986 in der Präfektur Kanagawa) ist ein ehemaliger japanischer Fußballspieler.

## Karriere
Tsurumi erlernte das Fußballspielen in der Jugendmannschaft von Shonan Bellmare. Seinen ersten Vertrag unterschrieb er 2005 bei Shonan Bellmare. Der Verein spielte in der zweithöchsten Liga des Landes, der J2 League. Für den Verein absolvierte er fünf Ligaspiele. Im April 2007 wechselte er zum Drittligisten Gainare Tottori. 2010 wurde er mit dem Verein Meister der Japan Football League und stieg in die J2 League auf. Danach spielte er bei Nara Club und FC Maruyasu Okazaki. Ende 2016 beendete er seine Karriere als Fußballspieler.